# Superbel

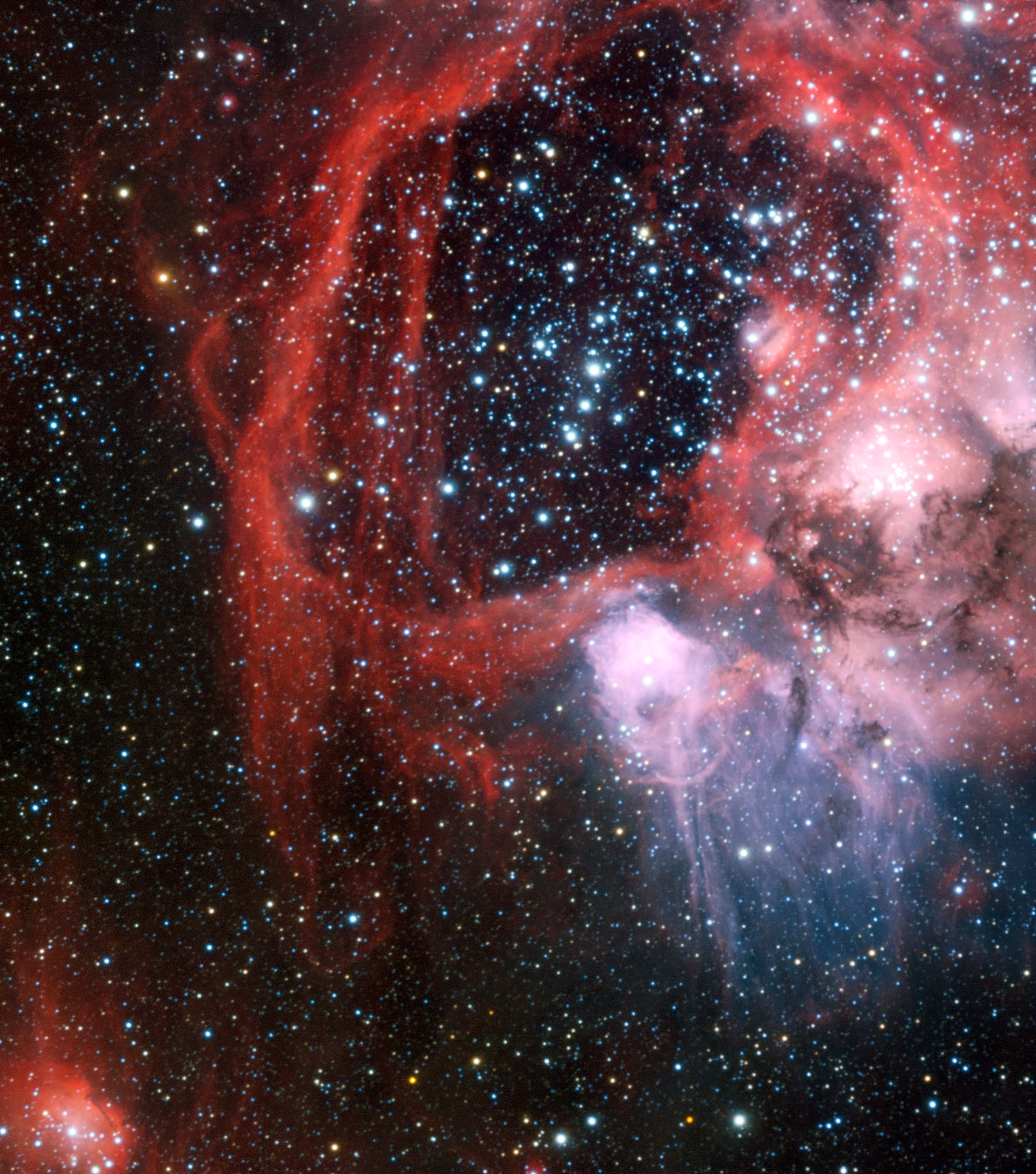
de superbubble LHA 120-N 44 in de Grote Magelhaense Wolk

Een superbel is een grote leegte van tientallen tot honderden lichtjaren doorsnee in het interstellair medium, gecreëerd door de interactie van sterke sterrenwind en uitbarstingen van verscheidene massieve sterren als supernova in hetzelfde gebied. De dichtheid van het gas in dit gebied bedraagt slechts 1/10 van het omringende interstellair gas.
Ze ontstaan bij sterren die behoren tot eenzelfde OB-groep, een groep van 10 tot 100 jonge maar even oude sterren van spectraalklassen O en B die in een straal van enkele honderden lichtjaren ontstaan zijn. Dergelijke sterren hebben een relatief korte levensduur van enkele tientallen miljoenen jaren. Wanneer een ster als supernova explodeert, creëert dit een leegte, die niet opnieuw opgevuld raakt omdat er steeds andere sterren in dezelfde regio uitbarsten.
Momenteel bevindt ook onze zon zich in zo’n hete, vrijwel lege ruimte, genaamd de Lokale bel. 

## Andere voorbeelden
- De bel in het sterrenbeeld Vulpecula (Vosje) ligt op 30.000 lichtjaar van de aarde, en meet 1.100 op 520 lichtjaar. Als deze bel zichtbaar zou zijn, zou ze ongeveer 8 keer de diameter van de volle maan bezetten.
- De NGC 7635 (Bubble Nebula, Belnevel of Zeepbelnevel) op 11.000 lichtjaar afstand, is gevormd door de sterrenwind van een massieve ster die 10 tot 20 keer zo massief is als onze zon. De sterrenwind blaast een bel van heet gas en stof rond de ster met een doorsnee van ongeveer 10 lichtjaar, meer dan tweemaal de afstand van de aarde tot de dichtstbijzijnde ster.
- Barnard's Loop is een zeer grote zwak zichtbare nevelachtige ring gecentreerd rond en wellicht veroorzaakt door de Orion OB-sterrengroep, een groep zeer hete jonge sterren ten zuiden van de Orionnevel. Als de ring volledig was, zou hij aan de hemel te zien bijna 20° beslaan, tussen de sterren Betelgeuze en Rigel.
- De Orion-Eridanus superbel heeft een diameter van ongeveer 240 parsecs (meer dan 700 lichtjaar). Mogelijk is deze superbel eveneens ontstaan uit de ioniserende straling van dezelfde Orion OB-sterrengroep. Daarbij denkt men aan de combinatie van sterrenwind en uitbarstingen van supernovae ongeveer 2 miljoen jaar geleden. De bel breidt uit aan een snelheid van ongeveer 40km/sec.
- De Cygnus superbel is een hete gaswolk (2 miljoen graden) in het sterrenbeeld Cygnus (Zwaan) die zich met een doormeter van 700 lichtjaren uitstrekt over 13° op een afstand van ongeveer 600 lichtjaar. Ook deze superbel is gevormd door de interactie van sterke sterrenwind en supernova explosies in een jonge sterrencluster.

## Leegtes en bellen
De termen leegte (Engels: cavity), schil of muur (Engels: shell), bel of ruimtebel (Engels: bubble, cosmic bubble) worden in de astronomie ook gebruikt in hun algemene betekenis. Naargelang de context verwijzen ze dan ofwel naar de intergalactische superholtes ofwel naar de interstellaire superbellen.